# Lachnospermum
Lachnospermum es un género de plantas con flores perteneciente a la familia de las asteráceas. Comprende 7 especies descritas y de estas, solo 3 aceptadas.

## Taxonomía
El género fue descrito por Carl Ludwig Willdenow y publicado en Species Plantarum. Editio quarta 3(3): 1787. 1803.

## Especies
A continuación se brinda un listado de las especies del género Lachnospermum aceptadas hasta agosto de 2012, ordenadas alfabéticamente. Para cada una se indica el nombre binomial seguido del autor, abreviado según las convenciones y usos.
- Lachnospermum fasciculatum (Thunb.) Baill.
- Lachnospermum imbricatum  (Berg.) Hilliard.
- Lachnospermum umbellatum  Pillans.